# Никифорчин, Иван Михайлович
Ива́н Миха́йлович Никифо́рчин (род. 15 февраля 1995, Москва) — российский дирижёр, основатель, художественный руководитель и главный дирижёр симфонической капеллы «Академия русской музыки»; художественный руководитель и главный дирижер Московского государственного академического симфонического оркестра. Лауреат Премии Президента Российской Федерации для молодых деятелей культуры (2025).

## Биография
Родился в 1995 году в Москве.
В 2020 году окончил факультет оперно-симфонического дирижирования Московской государственной консерватории имени П. И. Чайковского (класс профессора Валерия Полянского — оперно-симфоническое дирижирование; класс профессора Юрия Абдокова — композиция, оркестровка, история оркестровых стилей).
Участник мастер-классов Юрия Темирканова, Василия Петренко.
В аспирантуре МГК им. П. И. Чайковского под руководством Абдокова работал над диссертацией по оркестровой музыке Германа Галынина.
С 2015 года работал в Государственной академической симфонической капелле России (с 2017 года по 2021 год — ассистентом главного дирижёра, с 2021 года по 2024 год — дирижёром).
С 2020 по 2021 год — дирижёр Государственного академического симфонического Оркестра Татарстана под управлением Александра Сладковского.
С 2022 по 2023 год являлся художественным руководителем симфонического оркестра колледжа Московского государственного института музыки имени А. Г. Шнитке.
С 2021 года — ассистент заведующего кафедрой оперно-симфонического дирижирования Московской консерватории профессора В. К. Полянского. С 2022 года преподаёт оперно-симфоническое дирижирование в Московской государственной консерватории имени П. И. Чайковского.
В марте 2021 года дебютировал как оперный дирижёр в Большом театре России с оперой Моцарта «Дон Жуан».
С 2022 года — дирижёр-постановщик балета «Щелкунчик» П. И. Чайковского в МАМТ им. К. С. Станиславского и Вл. И. Немировича-Данченко.
В 2024 году выступил в качестве дирижера-постановщика оперно-драматического спектакля-весенней сказки А. Н. Островского «Снегурочка» на музыку П. И. Чайковского в Большом театре России, премьера которой совместно с Малым театром состоялась 8 февраля 2024 года и была приурочена к 150-летию со дня мировой премьеры и к 200-летию со дня рождения А. Н. Островского.
14 августа 2024 года назначен художественным руководителем Московского государственного академического симфонического оркестра.
С 2025 года — главный приглашённый дирижёр Нижегородской филармонии.

## Творческая деятельность
Основатель, художественный руководитель и главный дирижёр симфонической капеллы «Академия русской музыки», объединяющей симфонический оркестр и хор.
Основные концертные площадки АРМ: Большой, Малый, Рахманиновский залы Московской консерватории, Московский Международный Дом Музыки и др. В репертуаре — сочинения широкого историко-стилевого спектра: от К. Монтеверди, Г. Шютца, И. С. Баха, Г.И. фон Бибера, Г. Перселла, В. Моцарта, Э. Мегюля, Л. Бетховена до Э. Элгара, Г. Малера, А. Шенберга, Г. Холста, Б. Бриттена и др. Под руководством Ивана Никифорчина «Академия Русской Музыки» осуществила ряд российских премьер оркестровых партитур О. Респиги, П. Хиндемита, В. Лютославского, Дж. Финци и др.
Центральное место в репертуаре дирижёра и АРМ занимают оркестровые сочинения ведущих российских композиторов ХХ-XXI столетий: Николая Мясковского, Дмитрия Шостаковича, Бориса Чайковского, Николая Пейко, Моисея Вайнберга, Револя Бунина, Гавриила Попова, Георгия Свиридова, Галины Уствольской, Юрия Абдокова, а также практически все камерно-оркестровые транскрипции Рудольфа Баршая.
Сотрудничает с Международной творческой мастерской Юрия Абдокова Terra Musica (Россия — Германия — Италия), под эгидой которой осуществил целый ряд резонансных проектов: первые мировые записи всех камерно-оркестровых партитур и струнно-смычковых ансамблей Германа Галынина и первую запись полного собрания хоровых сочинений А. К. Лядова (оба диска — для британской фирмы Toccata-Classics. London). 12 июня 2021 года в Малом зале Московской консерватории на концерте-презентации монографии Юрия Абдокова «Николай Пейко: Восполнивши тайну свою…» руководил мировой премьерой одного из самых ранних симфонических опусов Моисея Вайнберга — «Сюиты для симфонического оркестра» ор. 26, сочиненной в 1939 году в Минске, вскоре после побега 19-летнего композитора из Варшавского гетто. Впервые после премьер Р. Баршая 60-х гг. прошлого века исполнил многие камерно-оркестровые партитуры Николая Пейко, Револя Бунина, Моисея Вайнберга, Александра Локшина, Андрея Волконского и др.
Руководит оркестровым абонементом Московского международного Дома музыки «Великие страницы русской музыки ХХ столетия», а также абонементом Московской филармонии.
Выступает с ведущими оркестровыми коллективами страны, в том числе — с Национальным филармоническим оркестром России, Государственным академическим симфоническим оркестром России, Российским национальным оркестром, Российским национальным молодежным симфоническим оркестром, Большим симфоническим оркестром им. П. И. Чайковского, Государственным камерным оркестром «Виртуозы Москвы», Московским государственным симфоническим оркестром, Государственным симфоническим оркестром «Новая Россия», оркестром Большого театра, оркестром МАМТ им. К. С. Станиславского и В. И. Немировича-Данченко и многочисленными симфоническими и камерными коллективами крупнейших филармонических центров РФ.
За интерпретации русской камерно-оркестровой музыки ХХ столетия удостоен Международной премии им. Бориса Чайковского (2019). Обладатель Премии Фонда «Создаём будущее» председателя совета директоров Газпрома В. Зубкова (2020). Дважды лауреат Международной премии «Чистый звук» за лучшую аудиозапись произведений российской академической музыки: I премия — за антологию камерно-оркестровых партитур Г. Галынина; II премия — за полное собрание хоровых сочинений А. Лядова (2021). Диск с музыкой Г. Галынина, записанный Никифорчиным, назван в числе «Дисков года» на одном из старейших и наиболее авторитетных мировых порталов Music Web International (2020), рецензирующих лучшие аудиозаписи академической музыки.
Первый стипендиат художественного руководителя и главного дирижёра ГАСО Татарстана А. Сладковского (2019).
Лауреат (II премия и серебряная медаль) первого Международного конкурса им. С. В. Рахманинова по специальности «Дирижирование» (2022 год).
25 марта 2025 года в Екатерининском зале Сенатского дворца Кремля был награждён Премией Президента Российской Федерации для молодых деятелей культуры «за вклад в развитие отечественной музыкальной культуры».
28 марта 2025 года был удостоен звания лауреата премии Художественного театра в номинации «Опера» за постановку весенней сказки А. Островского на музыку П. Чайковского (1873) «Снегурочка» на сцене Большого театра.
15 апреля 2025 года стал дирижёром года по версии Международной профессиональной премии BraVo.

## Дискография
- Г. Галынин: первая мировая запись всех камерно-оркестровых партитур и струнно-смычковых ансамблей для британской фирмы Toccata-Classics. London[16], 2020
- А. Лядов: первая мировая полная антология оригинальных хоровых сочинений, а также его обработки русских песен для британской фирмы Toccata-Classics. London[16], 2021